# Anna (Illinois)
Anna város az USA Illinois államában, Union megyében. Lakosainak száma 4303 fő (2020. április 1.).

## Népesség
A település népességének változása:
| Lakosok száma | 4442 | 4331 | 4303 |
|               | 2010 | 2014 | 2020 |